# Schirgl Endre
Schirgl Endre (Szomolnok (Szepes vármegye), 1811. november 26. – Esztergom, 1872. december 25.) prépost-kanonok.

## Élete
A bölcseletet Rozsnyón, a teológiát 1832-től a bécsi Pázmáneumon hallgatta. Felszentelték 1835. július 12-én. Előbb a rozsnyói püspöknek, 1840-ben a pécsi püspöknek szertartója, 1847-ben pécsi papnevelő-intézeti tanár, 1849 januárjában mohácsi plébános lett. 1849 októberében esztergomi kanonokká nevezték ki, 1850. január 7-én foglalta el állását. 1861. január 16-án komáromi főesperessé, 1865. július 1-jén szenttamási, 1868. január 4-én szentistváni, 1869. július 5-én szentgyörgymezei préposttá és székesegyházi főesperessé, 1869. szeptember 15-én őrkanonokká, 1870. május 28-án éneklőkanonokká és végül 1871. november 4-én olvasókanonokká lépett elő. 1852-ben a papnevelő kormányzójává, 1853. augusztus 6-án révi címzetes préposttá, 1855-ben nagyszombati érseki helynökké, majd pápai prelátussá lett.
Beszéde a Haas Mihály, Gedenkbuch der k. freien Stadt Fünfkirchen 1852. című munkában (Rede, gehalten am Feste des hl. Petrus Fourerius in der Klosterkapelle.)

## Munkája
- Evangeliumi történet. Pest, 1852. Két kötet.